# Shikiminezuur
Shikiminezuur is een belangrijk biochemisch intermediair in planten en micro-organismen. De naam is afgeleid van de Japanse bloem shikimi-no-ki (シキミ, Japanse steranijs, Illicium anisatum), waaruit de stof voor het eerst werd geïsoleerd in 1885. Enkel het enantiomeer (3R,4S,5R)-shikiminezuur is biologisch relevant.

## Biosynthese
De shikimaatbiosynthese start bij fosfo-enolpyruvaat en erythrose-4-fosfaat die reageren tot 3-deoxy-D-arabinoheptulosonaat-7-fosfaat (DAHP). Deze reactie wordt gekatalyseerd door het enzym DAHP-synthase. DAHP wordt dan omgezet tot 3-dehydrochinaat (DHQ) met behulp van DHQ-synthase en NAD+ als cofactor. NAD+ wordt daarna door het enzym geregenereerd.
DHQ wordt vervolgens door het enzym chinaatdehydratase gedehydrateerd tot 3-dehydroshikimaat, dat dan gereduceerd wordt tot shikimaat door het enzym shikimaatdehydrogenase met NADPH als cofactor.

## Rol in de natuur
Shikiminezuur is een belangrijke precursor voor:
- de aromatische aminozuren tyrosine en tryptofaan (en andere indoolderivaten) bij de mens, en fenylalanine bij planten en micro-organismen
- vele alkaloïden en andere aromatische metabolieten
- de fenylpropanoïden zoals tannines, flavonoïden en lignine

## Toepassingen
In de farmacie wordt shikiminezuur (geïsoleerd uit de steranijs (Illicium verum) gebruikt als grondstof voor het antiviraal middel oseltamivir (Tamiflu). Het probleem is dat shikiminezuur slechts in lage concentraties aanwezig is in steranijs en andere planten, zodat het rendement van de syntheseroute erg laag is (3 tot 7%). Shikiminezuur kan ook worden geïsoleerd uit de zaden van de amberboom met een rendement van 2,4 tot 3,7%. Synthese is ook mogelijk; deze verloopt met een rendement van maximaal 35%. In 2003 slaagde men erin bepaalde bacteriestammen van Escherichia coli te optimaliseren om commercieel interessante hoeveelheden shikiminezuur te produceren. Sedertdien wordt shikiminezuur steeds meer door microbiële fermentatie geproduceerd.